# Sibiu Cycling Tour 2013
Das Straßenradrennen Sibiu Cycling Tour 2013 war die dritte Austragung dieses rumänischen Etappenrennens.
Der Wettbewerb fand vom 11. bis 14. Juli statt. Die Gesamtlänge des Rennens betrug 479,5 km und wurde in einem Prolog und vier Etappen ausgetragen. Er war das erste Mal in der UCI-Kategorie 2.1 der UCI Europe Tour eingestuft. Dies ermöglichte zwei UCI Professional Continental Teams Teams an dem Rennen teilzunehmen. Außerdem starten 13 UCI Continental Teams und vier Nationalmannschaften.
Gesamtsieger wurde der Italiener Davide Rebellin, der auch die zweite Etappe, die Punktewertung und die Bergwertung gewann.

## Teilnehmende Mannschaften
| UCI Professional Continental Teams Androni Giocattoli-Venezuela                                                         | CCC Polsat Polkowice                                                               |                                                                                   |
| UCI Continental Teams Gourmetfein Simplon TC Chrobry Lasocki Glogow Differdange-Losch Frøy-Bianchi ISD Continental Team | Tusnad Cycling Team Vérandas Willems Christina Watches-Onfone Utensilnord Ora24.eu | LKT Team Brandenburg Kolss Cycling Team Synergy Baku Cycling Project SP Tableware |
| Nationalmannschaften Rumänien Slowakei                                                                                  | Tschechien                                                                         | Serbien                                                                           |

## Etappen
| Etappe | Tag      | Strecke                                                                | km    | Typ | Sieger            |
| ------ | -------- | ---------------------------------------------------------------------- | ----- | --- | ----------------- |
| P      | 11. Juli | Hermannstadt – Hermannstadt                                            | 2,5   |     | Maroš Kováč       |
| 1      | 12. Juli | Hermannstadt – Bâlea-See                                               | 143,6 |     | Davide Rebellin   |
| 2      | 13. Juli | Hermannstadt – Păltiniș                                                | 183,8 |     | Markus Eibegger   |
| 3a     | 14. Juli | Cisnădie – Muzeul Civilizației Populare Tradiționale „ASTRA“ din Sibiu | 11,4  |     | Stefan Schumacher |
| 3b     | 14. Juli | Hermannstadt – Hermannstadt                                            | 138,2 |     | Mattia Gavazzi    |

## Wertungen
|                | Fahrer                        | Team                     | Zeit       |
| -------------- | ----------------------------- | ------------------------ | ---------- |
| 1              | Davide Rebellin               | CCC Polsat Polkowice     | 12:25:23 h |
| 2              | Matija Kvasina                | Gourmetfein Simplon      | + 0:58 min |
| 3              | Constantino Zaballa Gutiérrez | Christina Watches-Onfone | + 1:21 min |
| Oranges Trikot | Lukas Pöstlberger             | Gourmetfein Simplon      | -          |
| Blaues Trikot  | Gediminas Kaupas              | Differdange-Losch        | -          |
| Rotes Trikot   | Adrian Nitu                   | Rumänien                 | -          |